# Mabel Lozano
Mabel Lozano, pseudonimo di María Isabel López García (Toledo, 28 dicembre 1967), è un'attrice ed ex modella spagnola.

## Biografia
È nota per i suoi ruoli di Candela in Al limite e Gianna Ciulla in Natale sul Nilo. Nel 2020, in qualità di regista, realizza Biografía del cadáver de una mujer, un film che affronta il tema della tratta delle donne e la prostituzione, vincitore nel 2021 del premio Goya al miglior cortometraggio documentario. Nel maggio 2021 ha presentato lo spot della campagna di promozione sociale "Si pagas, abusas", volto a dissuadere i giovani dal pagare per il sesso.

## Vita privata
È sposata con il regista e produttore cinematografico Eduardo Campoy da cui ha avuto due gemelli, Roberta e Jacobo.

## Filmografia
- Dile a Laura que la quiero (1995)
- Blasco Ibáñez (1997) - Miniserie TV
- Los ladrones van a la oficina (1993-1997) - Serie TV
- Al limite (1997)
- Grandes ocasiones (1998)
- Una pareja perfecta (1998)
- Mon père, ma mère, mes frères et mes soeurs (1999)
- La casa de los líos (1996-2000) - Serie TV
- Corazón de bombón (2001)
- Natale sul Nilo (2002)
- La sopa boba (2004) - Serie TV
- Tiovivo C. 1950 (2004)
- Lobos (9 episodi, 2005)

## Pubblicazioni
- (ES) Mabel Lozano, El Proxeneta, Editorial Alreves, 2018, ISBN 9788417077778.
- (ES) Mabel Lozano e Pablo J. Conellie, PornoXplotación: La explosión de la gran adicción de nuestros tiempos, Ed. Alreves, 2020, ISBN 978-8417847746.